# 奥州宇宙遊学館

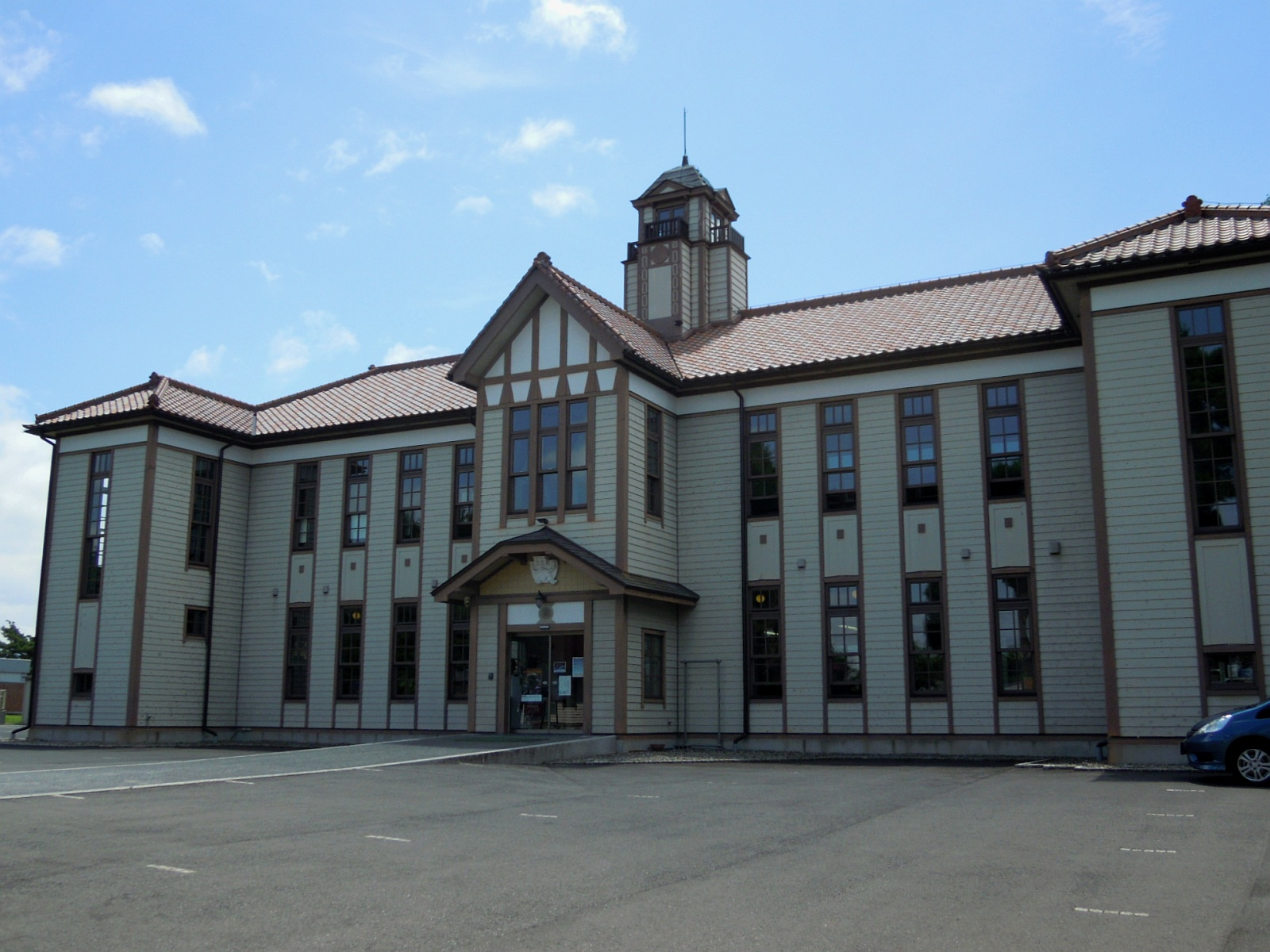
奥州宇宙遊学館

奥州宇宙遊学館（おうしゅううちゅうゆうがくかん）は、岩手県奥州市が運営する社会教育施設。国立天文台水沢VLBI観測所の敷地内に立地し、建物は緯度観測所（現・水沢VLBI観測所）の旧本館を再構築し、再現したものである。

## 沿革
1921年、緯度観測所本館完成。当時としては珍しい、望楼を持つドイツ風建築物である。1967年まで使用された。
2005年10月、国立天文台は同建物の解体を決定、翌年2月より解体を開始する予定になっていた。ちょうどそのころ、宮沢賢治学会の一行がたまたま同建物を訪れ、「宮沢賢治がたびたび訪れ、『銀河鉄道の夜』などの名作を生んだ貴重な財産を残してほしい」という趣旨の発言を残して帰っていった。
程なくしてイーハトーブ宇宙実践センター（後にNPOとなり、奥州宇宙遊学館の管理・運営を委託される）会員らが保存のための活動を開始、やがて市民を巻き込む運動へと拡大した。
2005年12月には市民団体から当時の水沢市議会に保存を求める請願が提出され採択された。これを受けて水沢市は国立天文台に解体の延期を申し入れ認められた。
2006年1月13日付の朝日新聞には、同建物の歴史的役割と宮沢賢治作品とのかかわりに文化的価値を見出すコラムが掲載された。
2007年4月4日、ついに国から奥州市に同建物が譲渡されると決定した。奥州市は耐震改修工事・展示の整備などを進め、2008年4月、奥州宇宙遊学館として開館した。
2017年10月27日に「旧緯度観測所本館」として国の登録有形文化財に登録された。

## 小惑星への命名
緯度観測100年を記念して、いくつかの小惑星に緯度観測所や奥州市に関する名前が与えられ、奥州宇宙遊学館を通して水沢市に贈呈された。
| 英名              | 和名     | 発見       | 発見者               | 命名の由来                                  | 備考                      |
| ----------------- | -------- | ---------- | -------------------- | ------------------------------------------- | ------------------------- |
| (6233)Kimura      | 木村     | 1986-02-08 | 伊野田繁, 浦田武     | 初代緯度観測所長・木村栄                    |                           |
| (6269)Kawasaki    |          | 1990-10-20 | 浦田武               | 第二代緯度観測所長・川崎俊一                |                           |
| (6760)Ikeda       |          | 1992-01-24 | 浦田武               | 第三代緯度観測所長・池田徹郎                |                           |
| (6838)Okuda       |          | 1995-10-30 | 清水義定, 浦田武     | 第四代緯度観測所長・奥田豊三                |                           |
| (7139)Tsubokawa   |          | 1994-02-14 | 新島恒男, 浦田武     | 第五代緯度観測所長・坪川家恒                |                           |
| (7308)Hattori     |          | 1995-01-31 | 清水義定, 浦田武     | 初代国際極運動観測事業中央局長・服部忠彦    |                           |
| (7525)Kiyohira    |          | 1992-12-18 | 名取亮, 浦田武       | 藤原清衡                                    | 江刺市の要望による        |
| (7530)Mizusawa    | 水沢     | 1994-04-15 | 円館金, 渡辺和郎     | VERA水沢局                                  | 緯度観測100周年を記念して |
| (7572)Znokai      | Zの会    | 1989-09-23 | 円館金, 渡辺和郎     | 緯度観測所のスタッフが作った親睦会「Zの会」 |                           |
| (7590)Aterui      | あてるい | 1992-10-26 | 円館金, 渡辺和郎     | アテルイ                                    | 水沢市の要望による        |
| (7596)Yumi        |          | 1993-04-10 | 円館金, 渡辺和郎     | 第二代国際極運動観測事業中央局長・弓滋      |                           |
| (8133)Takanochoei | 高野長英 | 1977-02-18 | 香西洋樹, 古川麒一郎 | 高野長英                                    |                           |
| (13569)Oshu       | 奥州     | 1993-03-04 | 関勉                 | 奥州市                                      | 奥州市発足を記念して      |